# Phú Mỹ, Giang Thành
Phú Mỹ là một xã thuộc huyện Giang Thành, tỉnh Kiên Giang, Việt Nam.

## Địa lý
Xã Phú Mỹ nằm ở phía nam huyện Giang Thành, có vị trí địa lý:
- Phía đông giáp huyện Kiên Lương
- Phía tây giáp thành phố Hà Tiên và Campuchia
- Phía nam giáp thành phố Hà Tiên
- Phía bắc giáp xã Phú Lợi.

Xã Phú Mỹ có diện tích 84,20 km², dân số năm 2020 là 5.343 người, mật độ dân số đạt 64 người/km².

## Hành chính
Xã Phú Mỹ được chia thành 6 ấp: Kinh Mới, Rạch Dứa, Thuận Án, Trà Phọt, Trà Phô, Trần Thệ.

## Lịch sử
Sau năm 1975, Phú Mỹ là một xã thuộc huyện Hà Tiên cũ.
Ngày 8 tháng 7 năm 1998, Chính phủ ban hành Nghị định 47/1998/NĐ-CP. Theo đó, điều chỉnh 2.732 ha diện tích tự nhiên và 3.302 người của xã Thuận Yên về xã Phú Mỹ quản lý.
Sau khi điều chỉnh địa giới hành chính, xã Phú Mỹ có 15.037,5 ha diên tích tự nhiên và 4.584 người.
Ngày 21 tháng 4 năm 1999, huyện Hà Tiên được đổi tên thành huyện Kiên Lương, xã Phú Mỹ thuộc huyện Kiên Lương.
Ngày 7 tháng 2 năm 2005, Chính phủ ban hành Nghị định 15/2005/NĐ-CP. Theo đó, thành lập xã Phú Lợi trên cơ sở 4.697 ha diện tích tự nhiên và 3.693 người của xã Phú Mỹ.
Sau khi điều chỉnh địa giới hành chính, xã Phú Mỹ còn lại 10.151 ha diện tích tự nhiên và 4.591 người.
Ngày 29 tháng 6 năm 2009, Chính phủ ban hành Nghị quyết số 29/NQ-CP. Theo đó:
- Điều chỉnh 1.645,25 ha diện tích tự nhiên và 575 người của xã Phú Mỹ về phường Đông Hồ thuộc thị xã Hà Tiên quản lý
- Chuyển xã Phú Mỹ về huyện Giang Thành mới thành lập.

Sau khi điều chỉnh địa giới hành chính, xã Phú Mỹ còn lại 8.436,56 ha diện tích tự nhiên và 5.472 người.